# Witkeelglansvogel
De witkeelglansvogel (Brachygalba albogularis) is een vogel uit de familie Galbulidae (glansvogels).

## Verspreiding en leefgebied
Deze soort komt voor in het westelijk Amazonebekken van zuidoostelijk Peru tot noordelijk Bolivia en zuidwestelijk Brazilië.